# دختران ملت
دختران ملت (انگلیسی: Daughters of the Nation) گروهی از زنان کشمیری هستند که خواهان جدایی کشمیر از هند و برقراری قانون اسلامی در کشمیر هستند.